# 山本博 (新聞記者)
山本 博（やまもと ひろし、1942年12月13日 - 2013年7月4日）は、北海道新聞や朝日新聞で新聞記者として活動した日本のジャーナリスト。リクルート事件の取材で指揮を執るなど、「調査報道」の第一人者と評された。

## 経歴
東京都生まれ。早稲田大学第一商学部卒業。
北海道新聞の記者として、特ダネを多くものにし、引き抜かれる形で1970年に朝日新聞社に入社した。朝日新聞では、横浜支局次長、東京本社社会部デスク、名古屋本社社会部部長などを歴任した。
東京社会部時代に新聞協会賞を2回受賞している。
2000年から2008年にかけて朝日学生新聞社社長を務めた。
2000年代には、東京経済大学大学院で非常勤講師として教鞭を執った。
2013年7月4日、心不全のため死去。

## 「調査報道」の定義
山本は、2001年に『新聞研究』に寄稿した論文で、「調査報道 (investigative reporting) とは、あえて定義づければ、当局に依拠しないで報道機関の責任で独自に調査・取材し、権力悪を追及することである」と調査報道を定義づけた。この論文を含め、調査報道についての山本の見解を整理した小俣一平は、山本の説く調査報道の要素として「(1) 自分（あるいはチーム）が書かなければ、日の目を見ない事実。(2) 権力、権威ある部署、企業などが隠したがる事実。(3) 発表に頼らず自らの調査能力で発掘する事実。(4) その事実を新聞掲載によって暴露し、社会に知らしめる。」という4点があると述べている。

## 著書
- 追及―体験的調査報道 、悠飛社、1990年
- 朝日新聞の「調査報道」―ジャーナリズムが追及した「政治家とカネ」、小学館（小学館文庫）、2000年
- ジャーナリズムとは何か、悠飛社、2003年

### 共著
- （田島泰彦・原寿雄との共著）調査報道がジャーナリズムを変える、花伝社、2011年